# Морђекс
Морђекс (итал. Morgex) је насеље у Италији у округу Долина Аосте, региону Долина Аосте.
Према процени из 2011. у насељу је живело 1741 становника. Насеље се налази на надморској висини од 931 м.

## Становништво
Према резултатима пописа становништва 2011. у општини је живело 2.069 становника.
| 1931. | 1936. | 1951. | 1961. | 1971. | 1981. | 1991. | 2001. | 2011. |
| ----- | ----- | ----- | ----- | ----- | ----- | ----- | ----- | ----- |
| 982   | 1.325 | 1.538 | 1.245 | 1.451 | 1.681 | 1.797 | 1.907 | 2.069 |